# Podul de piatră din Tețcani
Podul de piatră este un pod amplasat în Tețcani, raionul Briceni, Republica Moldova. Este un monument arhitectural de importanță națională inclus în Registrul monumentelor Republicii Moldova ocrotite de stat cu nr. 185 (raionul Briceni). Datează de la sf. sec. XVIII – înc. sec. XIX.